# Gerald Holton
Para el diseñador profesional y artista británico véase Gerald Holtom.
Gerald Holton (Berlín, 1922), es un físico alemán. Profesor de investigación en Física e Historia de la ciencia en la Universidad de Harvard.

## Trayectoria
Hijo de un abogado y una fisioterapeuta. Aunque nacido en Berlín, pronto se trasladó con su familia a Viena, y posteriormente al huir del nazismo se desplazaron a Inglaterra, desde donde emigraron a Estados Unidos en 1938. Nacionalizado estadounidense, se formó como físico e historiador en la Universidad Wesleyana (Connecticut). Cursó la carrera de ingeniero eléctrico en la Escuela de Tecnología en Oxford Ms. (hoy, Oxford Brookes University), y estudió Artes, concluyendo con un máster en  1942.
Durante la Segunda Guerra Mundial fue invitado a formar parte del Proyecto Manhattan para la creación de la primera bomba atómica. Holton se negó y se limitó a enseñar el uso del radar a los oficiales de la marina estadounidense. Concluida la contienda mundial se doctoró en Harvard (1947) con una investigación sobre la estructura de la materia a altas presiones.
Pronto se interesó por la Historia y la Filosofía de la ciencia, especialmente de la física contemporánea, aunque publicó trabajos generales de física en un primer paso. Perteneció al comité editorial que reunió los trabajos de Albert Einstein.
Gerald Holton es miembro de la American Physical Society, de la American Philosophical Society, y de la American Academy of Arts and Sciences, así como de varias sociedades científicas europeas. Fue presidente de la History of Science Society y participó en varias  comisiones educativas, tanto nacionales como de la UNESCO.

## Premios y galardones
- Premio Sarton Medal, de la Sociedad de Historia de la Ciencia.
- "Gemant Award" del Instituto Americano de Física
- Premio J. D. Bernal de la Sociedad para el Estudio Social de la Ciencia.
- Abraham Pais Prize de la Sociedad Americana de Física.
- Premio Fronteras del Conocimiento en Humanidades (2021) de la Fundación BBVA por sus estudios sobre la dimensión cultural de la ciencia.[4]

## Obras
- Introduction to Concepts and Theories in Physical Sciences (1952). Tr.: Introducción a los conceptos y teorías de las ciencias físicas, Reverté, 2004, ISBN 978-84-291-4323-2, con Stephen Brush.
- Con otros, Fundamentos de la física moderna, Reverté, 1972 ISBN 978-84-291-4045-3
- Thematic Origins of Scientific Thought
- The Scientific Imagination (1973).[5][6] Tr.: La imaginación científica, México, FCE, 1985
- Einstein, History and Other Passions. Tr.: Einstein, historias y otras pasiones, Taurus, 1998 ISBN 978-84-306-0278-0
- Ensayos sobre el pensamiento científico en la época de Einstein, Madrid, Alianza, 1982 ISBN 978-84-206-2315-3
- Science and Antiscience.[7][8][9] Tr.: Ciencia y anticiencia, Nivola, 2003 ISBN 978-84-95599-26-1
- Victory and Vexation in Science. Einstein, Bohr, Heisenberg and Others, Harvard, 2005.[10]
- What Happened to the Children Who Fled from Nazi Persecution, Palgrave Macmillan, 2008,  con Gerhard Sonnert.